# Compagnia olandese delle Indie orientali
La Compagnia olandese delle Indie orientali (in olandese Vereenigde Oostindische Compagnie, lett. "Compagnia unita delle Indie orientali") è stata una compagnia commerciale olandese attiva nei territori coloniali olandesi nel Sud-est asiatico dal 1602 al 1799.

## Storia

### Fondazione
La VOC fu costituita il 20 marzo 1602 con un capitale sociale di 6.459.840 fiorini sottoscritto dalle sei Camere olandesi (Amsterdam, Middelburg, Enkhuizen, Delft, Hoorn e Rotterdam) quando il governo le garantì il monopolio delle attività commerciali nelle colonie in Asia, dopo che la ribellione delle Province Unite contro la Spagna (1566) e il passaggio del Portogallo sotto la dominazione spagnola (1580) avevano chiuso ai mercanti olandesi i porti di rifornimento tradizionali (Cadice e Lisbona), costringendoli a procurarsi le spezie direttamente all'origine.

### Espansione e monopolio olandese

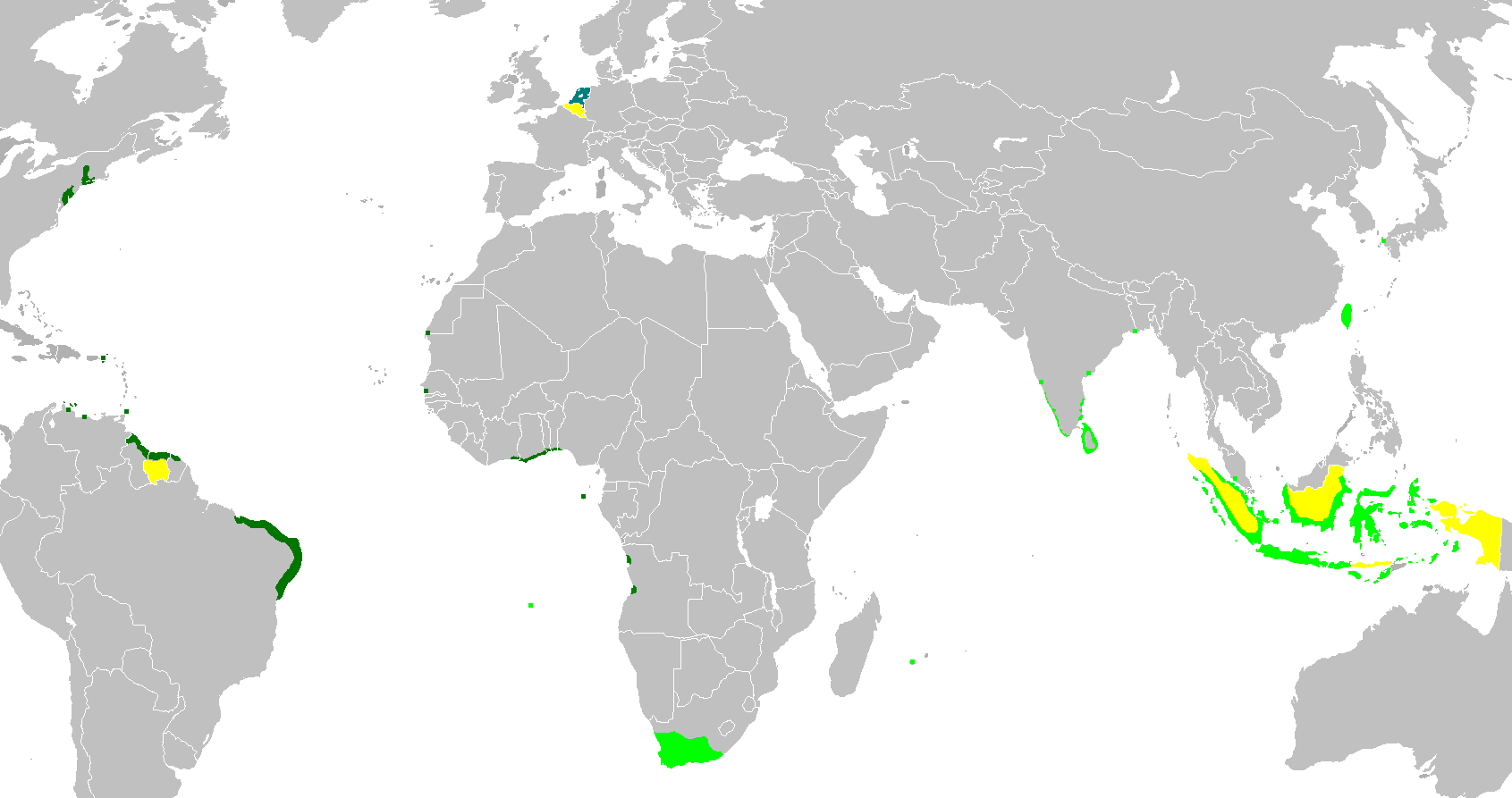
Mappa anacronistica delle colonie e possedimenti olandesi nel tra i secoli XVII e XX. In verde scuro i territori occupati dalla Compagnia olandese delle Indie Occidentali tra XVII e XVIII secolo; in verde chiaro quelli occupati dalla Compagnia olandese delle Indie Orientali tra XVII e XVIII secolo; in giallo le acquisizioni del XIX secolo. A parte i territori degli odierni stati di Indonesia e Suriname e alcune isole dei Caraibi, tutte le altre acquisizioni olandesi, sulla costa atlantica del Nord America (Nuovi Paesi Bassi), sulla costa del Brasile di Nord-Est (Brasile olandese), in Sudafrica, le basi in India, Ceylon, Formosa, furono perdute dagli Olandesi prima del 1815.
Il Belgio rimase in unione personale con il sovrano dei Paesi Bassi dal 1815 al 1830

Alla Compagnia era stato concesso il monopolio per ventun anni dei traffici olandesi tra il Capo di Buona Speranza e lo Stretto di Magellano, nonché l'autorità di edificare fortilizi, stipulare trattati e muovere guerra. Nella prima metà del XVII secolo la Compagnia prese piede nell'arcipelago delle Molucche (Amboina nel 1605, Banda nel 1609) dove la sottomissione dei principati marittimi di Ternate, Tidore e Batjam portò al culmine la sua potenza. La successiva estromissione di francesi ed inglesi le permise di occupare il mar di Giava, di occupare Bantam e di fondare Batavia (1619).

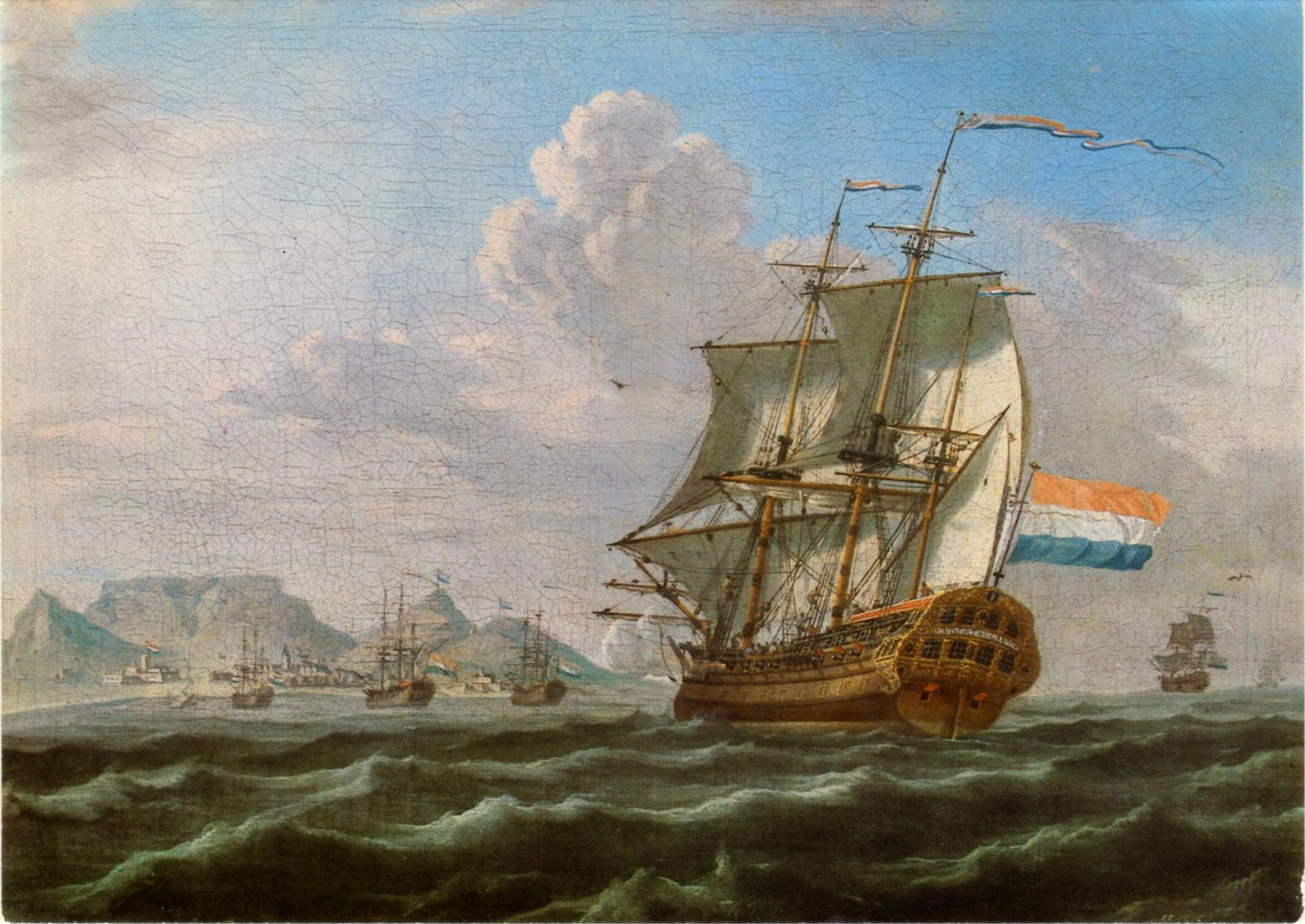
Un vascello della VOC al suo arrivo a Cape Town

La penetrazione proseguì più a occidente con l'impianto di case di commercio a Johore e Malacca nel 1641, con la fondazione di basi sulla costa indiana del Malabar nel 1661, con l'invio di mercanti nel Borneo settentrionale nel 1665 e di missioni a Formosa. Il trattato di Breda (1667) sancì l'esistenza di un impero coloniale olandese d'oriente costituito da una serie di basi commerciali fortificate dal capo di Buona Speranza (1652) a Timor, passando per lo scalo persiano di Bandar Abbas.
La situazione di assoluto monopolio di cui la Compagnia godeva nel commercio di alcuni prodotti permise agli azionisti di realizzare profitti altissimi, con un dividendo del 22% nell'arco della sua esistenza con punte del 132,5% nel 1610 e del 37,5% nel 1619, malgrado cospicui reinvestimenti per rafforzare la compagnia dal punto di vista militare ed economico.

### Declino e soppressione
Tuttavia alla fine del Seicento la sua potenza cominciò a scemare, sia per la concorrenza francese e inglese, sia per la cattiva amministrazione, sia per le ingenti spese militari dovute alle frequenti ribellioni indigene. Nel 1740, semplici voci sulla deportazione della popolazione di etnia cinese dall'area di Batavia portarono a disordini diffusi. I militari olandesi perquisirono le case dei cinesi a Batavia in cerca di armi. Quando una costruzione prese fuoco accidentalmente, i militari e i cittadini più poveri iniziarono a massacrare la popolazione cinese saccheggiandone le proprietà. Questo massacro di cinesi fu ritenuto sufficientemente grave dal consiglio di amministrazione della VOC da farle subire un'indagine ufficiale governativa per la prima volta nella sua storia. Persi numerosi stabilimenti nel corso della quarta guerra anglo-olandese (1780-1784), e ceduti i restanti agli alleati britannici dopo l'invasione dei Paesi Bassi da parte delle armate rivoluzionarie francesi nel 1794, nel 1798 la Compagnia cessò i traffici e fu sciolta due anni dopo, lasciando ciò che rimaneva di lei allo stato olandese.

## Organizzazione

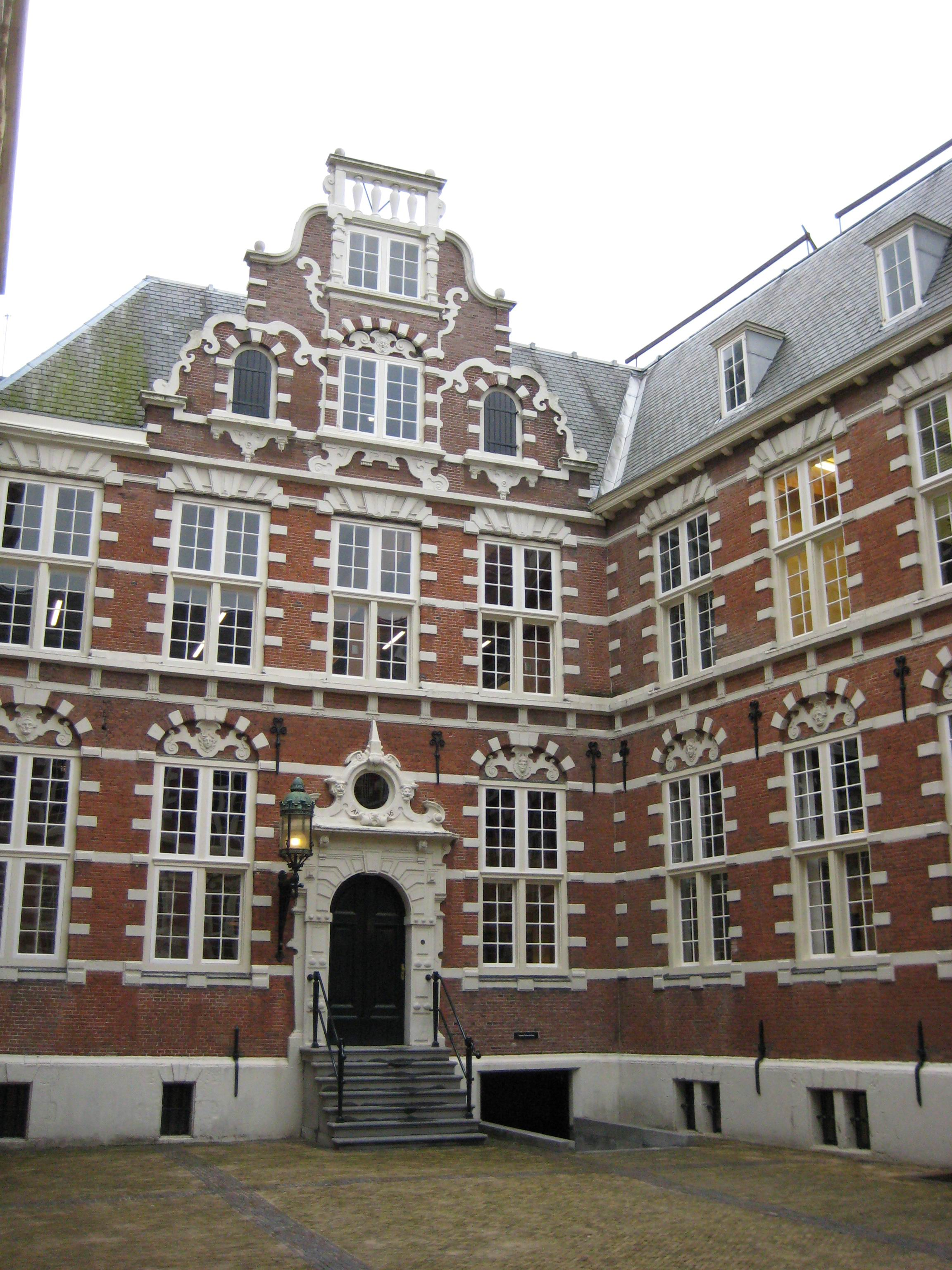
Sede della VOC ad Amsterdam

La Compagnia Olandese delle Indie Orientali nacque dalla fusione di otto compagnie minori dietro le pressioni degli Stati generali olandesi che desideravano porre ordine tra le innumerevoli società di navigazione e coagulare le proprie risorse per strappare al Portogallo il monopolio commerciale dei mari delle Indie. La Compagnia era composta da 6 Camere (Kamers) fondatrici. Il suo organo esecutivo era costituito dagli Heeren XVII, i direttori, scelti in seno a un'assemblea di 60 rappresentanti degli azionisti con una presenza fissa di otto delegati della Camera di Amsterdam e quattro provenienti dalla Zelanda. Il capitale iniziale fu in seguito diviso in piccole azioni rapidamente sottoscritte e successivamente rastrellate dagli stessi direttori, che assunsero così una posizione oligarchica.
Per il governo delle terre coloniali acquisite la Compagnia creò un'amministrazione stabile, con sede a Batavia, facente capo a un governatore generale assistito da un Consiglio delle Indie composto da sedici membri.

### Struttura governativa territoriale
La sede del governo generale della Compagnia era a Batavia sull'isola di Giava (ora Giacarta, Indonesia). I territori coloniali progressivamente conquistati erano direttamente annessi dalla compagnia oppure si creava una sorta di pesante protettorato sugli stati indigeni alleati.
Le cosiddette Indie olandesi erano organizzate in governatorati soggetti a quello generale di Batavia.
- Ambon e Molucche
- Isole Banda
- Ternate
- Celebes, Sumatra
- Malacca
- Tonkin
- Formosa- Fort Zeelandia
- Dejima
- Ceylon (Jaffnapatam)
- Coromandel (Negapatnam)
- Malabar
- Mauritius
- Città del Capo (ufficio generale della Compagnia)
  - (Colonia del Capo - Kaapkolonie)
  - Stellenbosch
  - (Swellendam)
  - (Graaff Reinet)

Altri avamposti coloniali erano nelle Indie Orientali Olandesi divenute poi Indonesia, così come sulle Isole delle Spezie (Molucche) costituiti da fattorie commerciali, empori o protettorati.

## Governatori generali delle Indie Orientali
Tra parentesi la data di nomina.
- Pieter Both (1609)
- Gerard Reynst (1614)
- Laurens Reael (1616)
- Jan Pieterszoon Coen (1618)
- Pieter de Carpentier (1623)
- Jan Pieterszoon Coen (1627)
- Jacques Specx (1629, reggente)
- Hendrik Brouwer (1632)
- Anthony van Diemen (1636)
- Cornelius van de Lijn (1645)
- Carel Reyniersz (1650)
- Joan Maetsuycker (1653)
- Rijklof van Goens (1678)
- Cornelis Speelman (1681)
- Johannes Camphuijs (1684)
- Willem van Outhoorn (1691)
- Johan van Hoorn (1704)
- Abraham van Riebeeck (1709)
- Christoffel van Swoll (1713)
- Henricus Zwaardecroon (1718)
- Matheus de Haan (1725)
- Dirk Durven (1729)
- Dirk van Cloon (1732)
- Abraham Patras (1735)
- Adriaan Valckenier (1737)
- Johannes Thedens (1741)
- Gustaaf Willem van Imhoff (1743)
- Jacob Mossel (1750)
- P.A. van der Parra (1761)
- Jeremias van Riemsdijk
- Reinier de Klerk (1777)
- William A. Alting (1780)
- Pieter van Overstraeten (1796)
- Johannes Siberg (1801)
- Albert H. Wiese (1805)
- Herman W. Daendels (1808)
- Jan W. Janssens (1811)

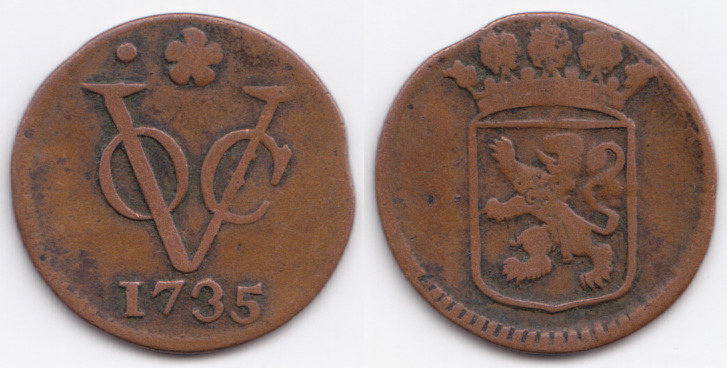
Moneta da 1 duit del 1735, coniata nei Paesi Bassi per il VOC

- Thomas Stamford Raffles (vicegovernatore inglese, 1811)
- John Febdall (vicegovernatore inglese, 1816)

Dal 1816 commissari generali reali e governatore regi